# Gesonia elongalis
Gesonia elongalis är en fjärilsart som beskrevs av Pierre E.L. Viette 1954. Gesonia elongalis ingår i släktet Gesonia och familjen nattflyn. Inga underarter finns listade i Catalogue of Life.